# Isaiah Hicks
Isaiah Dwayne Hicks (ur. 24 lipca 1994 w Oxfordzie) – amerykański koszykarz występujący na pozycji silnego skrzydłowego, obecnie zawodnik Seul Samsung Thunders.
W 2012 zdobył srebrny medal podczas turnieju Adidas Nations. Rok później wystąpił w meczu gwiazd amerykańskich szkół średnich – McDonald’s All-American, został też zaliczony do I składu Parade All-American. Wybrano go także najlepszym zawodnikiem szkół średnich stanu Karolina Północna (North Carolina Gatorade Player of the Year, North Carolina Mr. Basketball).
4 sierpnia 2019 dołączył do rosyjskiego Awtodoru Saratów.
16 lipca 2020 został zawodnikiem południowokoreańskiego Seul Samsung Thunders.

## Osiągnięcia
Stan na 18 lipca 2020, na podstawie, o ile nie zaznaczono inaczej.
NCAA
- Mistrz:
  - NCAA (2017)
  - turnieju konferencji Atlantic Coast (ACC – 2016)
  - sezonu zasadniczego ACC (2016, 2017)
- Wicemistrz NCAA (2016)
- Uczestnik rozgrywek:
  - Sweet Sixteen turnieju NCAA (2015–2017)
  - turnieju NCAA (2014–2017)
- Najlepszy rezerwowy sezonu ACC (2016)
- Zaliczony do I składu turnieju ACC (2017)